# The Rotunda
The Rotunda è un edificio situato su The Lawn, nel terreno originario dell'Università della Virginia. Thomas Jefferson la progettò per rappresentare l'"autorità della natura e il potere della ragione" e la modellò sul Pantheon di Roma. La costruzione iniziò nel 1822 e fu completata poco dopo la morte di Jefferson nel 1826. Il campus della nuova università era unico in quanto i suoi edifici circondavano una biblioteca (la funzione principale della Rotonda) piuttosto che una chiesa, come era comune in altre università del mondo anglosassone. Per molti, la Rotonda simboleggia la fede di Jefferson nella separazione tra chiesa e istruzione, e rappresenta la sua dedizione per tutta la vita all'istruzione e all'architettura. La Rotonda è stata designata monumento storico nazionale nel 1966 e fa parte del distretto storico dell'Università della Virginia, designato nel 1971.
La struttura universitaria, l'area circostante e la vicina casa di Jefferson a Monticello si combinano per formare uno dei soli sei siti moderni artificiali negli Stati Uniti ad essere protetto e preservato a livello internazionale come Patrimonio dell'Umanità dall'UNESCO (gli altri cinque sono la Città Vecchia di San Juan, le Missioni di San Antonio, Independence Hall, la Statua della Libertà e le opere architettoniche di Frank Lloyd Wright).
Il costo di costruzione originale della Rotonda fu di $ 57.773 ($ 992.792 in dollari del 2006). L'edificio è alto 77 piedi (23,5 m) sia in altezza che in diametro.

## Storia

### Influenze
Il progetto di Jefferson fu influenzato dai disegni architettonici di Andrea Palladio ed è un esempio di architettura palladiana. La fonte diretta dell'ispirazione di Jefferson si ritiene essere un disegno del Pantheon nella traduzione del Palladio di Leoni del 1721, che Jefferson possedeva e consultava durante il processo di costruzione [4]. Sebbene Jefferson abbia utilizzato le misure dettagliate del Pantheon per definire le proporzioni della sua Rotonda, le dimensioni del suo edificio sono molto più piccole: il diametro interno della cupola del Pantheon è di 43 metri, mentre il diametro esterno della cupola di Jefferson è di 23,5 metri, "essendo la metà di quello del Pantheon e di conseguenza un quarto della superficie e un ottavo del volume".
B. Henry Latrobe propose per primo l'edificio centrale a cupola all'estremità del Lawn in una lettera a Jefferson datata luglio 1717, e l'influenza di Latrobe sulla progettazione della Rotonda è sostanziale. Anche il Padiglione III di Jefferson si basa su un disegno di Latrobe.
Inoltre, per i dettagli significativi dell'edificio, Jefferson si rifece al modello di Palladio. In una lettera a Thomas Appleton, all'epoca console degli Stati Uniti in Liguria, Jefferson chiese il prezzo per "dieci capitelli corinzi per colonne di 32 piedi di diametro diminuito e otto mezze capitali dello stesso diametro per pilastri sporgenti di 30 minuti dal muro, da copiare da quelli della Rotonda o Pantheon di Roma, come rappresentato nel Palladio".

### Design e costruzione

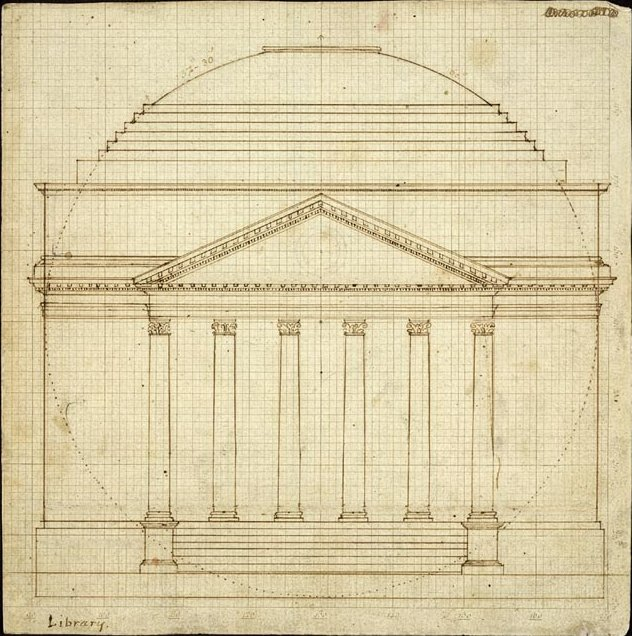
Bozza della Rotunda del 1819

Durante il grand tour degli Stati Uniti del Marchese de Lafayette nel 1824 e 1825, il Marchese e l'ex Presidente James Madison cenarono con Thomas Jefferson nella Sala della Cupola della Rotonda incompleta, durante il banchetto inaugurale dell'università. Lafayette brindò a Jefferson come "Padre dell'Università della Virginia". Questo commosse Jefferson, che in seguito fece iscrivere la frase sulla sua tomba. Un busto di Lafayette fu donato all'università nel 1904 dal governo francese per onorare l'amicizia tra i due uomini. Oggi si trova nella North Oval Room.
La costruzione dell'edificio avvenne con il lavoro degli schiavi.
Essendo l'università la prima in cui gli studenti potevano specializzarsi in campo astronomico, Jefferson accarezzò l'idea di dipingere l'interno della Sala della Cupola con immagini del cielo notturno per aiutare gli studenti nell'apprendimento. Arrivò persino a iniziare a progettare un nuovo meccanismo con cui gli studenti potessero "fluttuare" nell'aria e studiare i corpi celesti da punti di vista ravvicinati diversi. Sarebbero inoltre stati dotati di un comando per spostare le stelle all'interno della Cupola. L'idea fu alla fine abbandonata, ma sarebbe stato il primo planetario degli Stati Uniti. Il transito di Venere del 1882 fu osservato dai gradini della Rotonda, in uno sforzo coordinato con l'Osservatorio McCormick.

### Modifiche

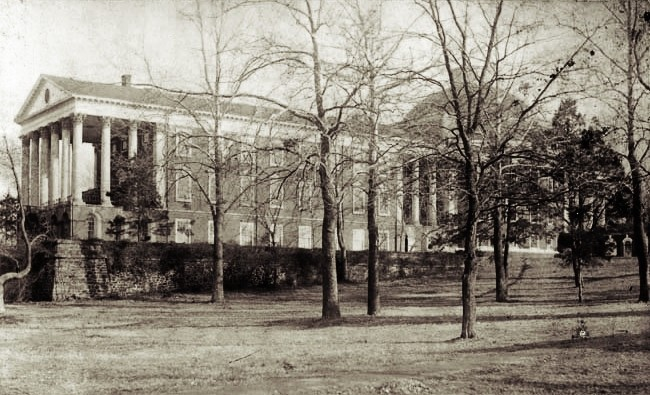
L'annessione alla rotunda chiamata "New Hall" nel 1895, poco tempo prima del grande incendio

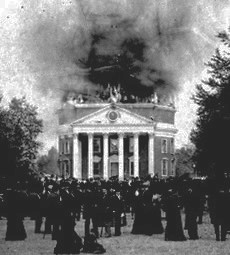
Incendio della Rotunda del 1895

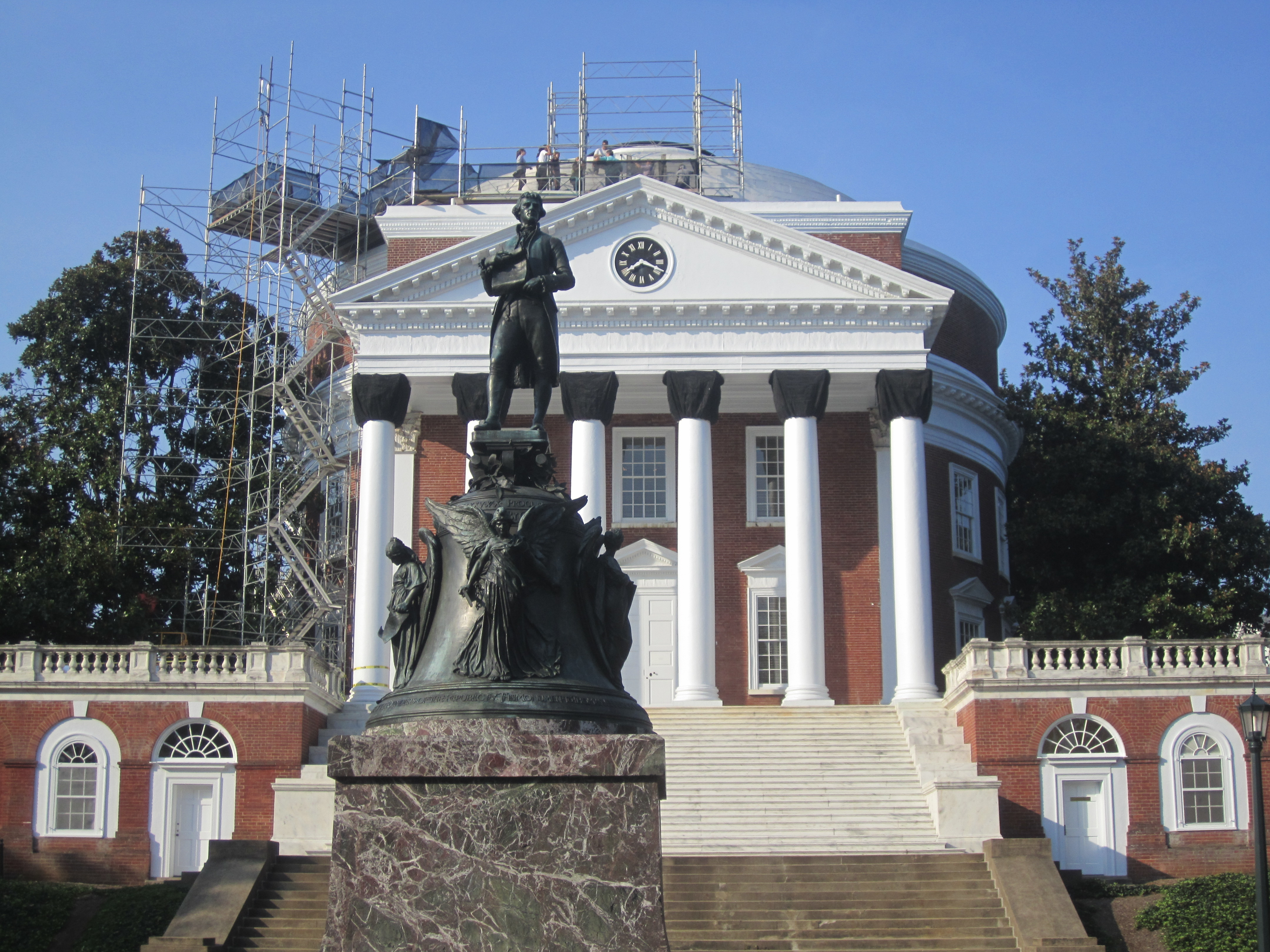
Ristrutturazione della Rotunda nel 2011, con la statua di Jefferson in primo piano

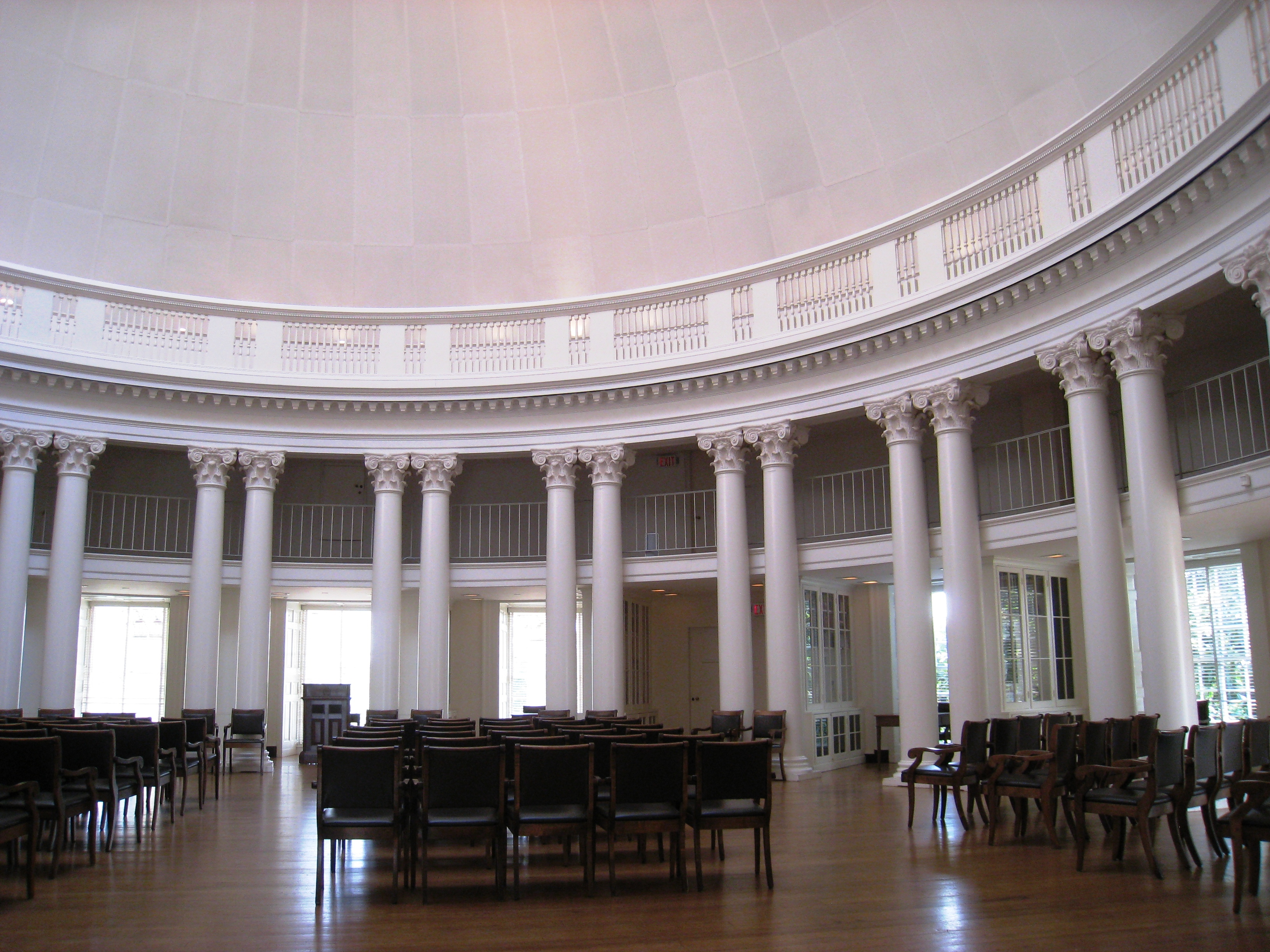
La Dome Room all'interno della Rotunda nel 2008

Una nuova sezione, chiamata anche "New Hall", fu aggiunta al lato nord della Rotonda nel 1853 per fornire ulteriori aule necessarie a causa del sovraffollamento.
Nel 1895 la Rotonda fu devastata da un incendio partito dalla New Hall. Gli studenti universitari salvarono quello che per loro era l'oggetto più importante all'interno della Rotonda: una statua a grandezza naturale di Thomas Jefferson scolpita nel marmo, donata all'università da Alexander Galt nel 1861. Gli studenti salvarono anche una parte dei libri della biblioteca universitaria dalla Sala della Cupola, così come vari strumenti scientifici dalle aule.
Poco dopo l'incendio, un programma di ricostruzione raccomandava la ricostruzione della Rotonda e la sostituzione dello spazio perduto con una serie di edifici all'estremità sud del Lawn. Nel nuovo progetto, la cupola di legno fu sostituita con una cupola di tego ignifuga realizzata dalla Guastavino Company di New York nel 1898-1899. La Rotonda fu ricostruita con un design modificato da Stanford White, architetto di fama nazionale e socio dello studio newyorkese McKim, Mead e White. Mentre la Rotonda di Jefferson aveva tre piani, quella di White ne aveva solo due, ma una Sala della Cupola più grande. La new hall non fu ricostruita.
Nel 1976, durante il bicentenario degli Stati Uniti, l'interno della Rotonda di White fu interamente ricostruito, ad un costo di $ 2,4 milioni, seguendo il progetto originale di Jefferson. Nel numero del bicentenario dell'AIA Journal, l'American Institute of Architects ha definito la Rotonda, il Lawn e la vicina casa di Monticello di Jefferson "il risultato più orgoglioso dell'architettura americana degli ultimi 200 anni".
Sul lato sud della Rotonda c'è una targa che elenca i nomi degli studenti e dei laureati dell'università che morirono durante la Guerra Civile. Altre targhe sul lato sud elencano quelli uccisi durante la Prima Guerra Mondiale, mentre targhe sul lato nord elencano quelli uccisi nella Seconda Guerra Mondiale e nella Guerra di Corea.
Oggi, i dottorandi difendono le loro dissertazioni nella North Oval Room e molti eventi (incluse cene mensili per i residenti del Lawn) si svolgono all'interno della Sala della Cupola. Altri eventi si svolgono sui gradini della Rotonda, che è anche il punto di partenza tradizionale per gli studenti che fanno "streaking" sul Lawn (correre nudi attraverso il prato).
Nel 2012 l'università ha avviato un importante progetto di costruzione per riparare e ristrutturare la vecchia Rotonda. La prima fase del progetto ha sostituito il tetto di rame della Rotonda. Sebbene gli ingegneri fossero in anticipo di diversi mesi sul programma, il tetto è rimasto in rame non verniciato per la classe di laurea del 2013. Durante la ristrutturazione, è stato rinvenuto un laboratorio di chimica del XIX secolo all'interno delle mura del piano inferiore, dotato di un camino chimico e di un sofisticato sistema di ventilazione attraverso una serie di cunicoli in mattoni. La Rotonda è stata riaperta nel settembre 2016.

## Eredità

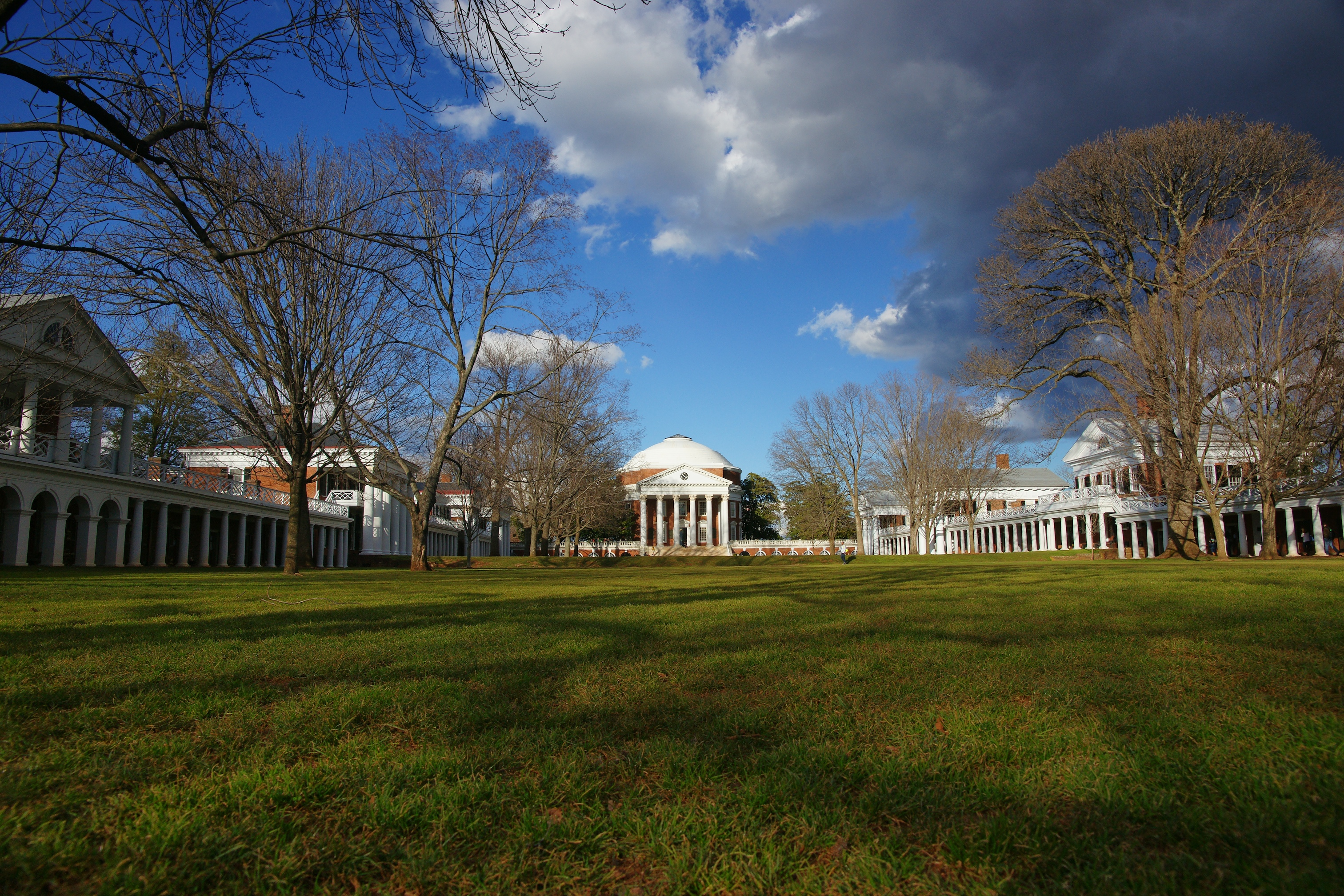
The Lawn visto dalla Rotunda, 2010

Fra gli edifici ispirati alla Rotonda e al Lawn dell'Università della Virginia troviamo ampi spazi verdi con edifici simili alla Rotonda costruiti presso la Duke University nel 1892, la Johns Hopkins University nel 1902, l'Università dell'Illinois nel 1907, la Rice University nel 1910, il Peabody College della Vanderbilt University nel 1915, il Green dell'Università del Delaware nel 1916, la Killian Court del MIT nel 1916 e il "Grand Auditorium" dell'Università Tsinghua a Pechino costruito nel 1917. Inoltre, la Dallas Hall della Southern Methodist University (SMU), la Hendricks Chapel della Syracuse University, la Facoltà di Giurisprudenza della Florida State University e la Grawemeyer Hall dell'Università di Louisville sono state modellate sulla Rotonda di Jefferson. Il quadrilatero della Sterling Divinity Quadrangle presso la Yale Divinity School (1932) si ispirava fortemente all'Academical Village dell'Università della Virginia, con la Marquand Chapel al posto della Rotonda.
Il campus originario dell'Università dell'Alabama fu modellato sulla Rotonda e sul Lawn di Jefferson. La Rotonda dell'Alabama, completata nel 1833, ospitava anche la biblioteca dell'università. Tuttavia, essa e la maggior parte degli altri edifici pubblici del campus furono bruciati durante il Wilson's Raid nella Guerra Civile Americana.